# Roman Kutuzov (general)
Roman Vladimirovich Kutuzov (em russo: Роман Владимирович Кутузов; Vladimir, 16 de fevereiro de 1969 – Mykolaivka, 5 de junho de 2022) foi um tenente-general russo que foi morto durante a invasão russa da Ucrânia.

## Biografia
Quando Kutuzov era coronel, ele comandou o 38º Regimento de Comunicações Separado das Forças Aerotransportadas Russas (unidade militar 54164).
Em 2017, Kutuzov era o comandante interino do 5º Exército de Armas Combinadas. Em 2019, foi comandante interino do 29º Exército de Armas Combinadas. Em 2020, Kutuzov era o chefe do Estado-Maior do 29º Exército de Armas Combinadas.
Kutuzov foi morto em 5 de junho de 2022 na vila de Mykolaivka, durante a batalha por Sievierodonetsk–Lysychansk, perto de Lysychansk, Ucrânia, enquanto comandava o 1.º Corpo de Exército da República Popular de Donetsk. Os relatos da sua morte tiveram origem nos canais milblogger do Telegram russo e foram posteriormente confirmados por meios de comunicação estatais russos. Ele foi enterrado no Cemitério Memorial Militar Federal em 7 de junho de 2022.
Kutuzov recebeu uma promoção póstuma a tenente-general.

## Prêmios
- Herói da Federação Russa[11]
- Ordem de Honra[12]
- Ordem de Kutuzov[13]
- Ordem da Coragem[13]
- Ordem do Mérito Militar[13]
- Medalha "Pela Coragem"[13]